# 시영운수
시영운수(始榮運輸)는 인천광역시의 시내버스 운수 업체이다. 본사 및 차고지는 인천광역시 서구 보도진로18번길 24-1(가좌동)에 있다. 이 차고지에는 시영운수 외에 성민버스, 신강교통, 세운교통, 삼환교통의 차량도 주차한다.

## 주요 연혁
- 2003년 12월 14일: 세원교통의 간선버스 28번과 지선버스 506번, 옛 경향여객의 15번을 인수하여 인천광역시 부평구 십정동 557-1에서 설립.
- 2004년 1월 26일: 본사를 남동구 장수동 388-1로 이전.
- 2004년 10월 5일: 본사를 서구 가좌동 158-17로 이전.
- 2004년 10월 26일: 연수구 순환버스 740번 "노인복지회관 - 차량등록사업소 - 소암마을 - 송도고 - 송도역 - 가천대학교" 노선을 신설 개통 운행하였다.
- 2005년 2월 11일: 본사를 동구 송현동 142-23, 24로 이전.
- 2005년 8월 23일: 본사를 현 위치인 서구 가좌동 173-256으로 이전.
- 2006년: 시영운수가 보유했던 506번 버스를 삼성여객에 매각하였다.
- 2007년: 연수구 순환버스 740번 버스노선이 이용률 급감으로 폐선하였다.
- 2009년 1월 30일: 인천시내버스 준공영제 도입과 더불어 28번 시내버스 노선 변경과 15번 시내버스 노선을 월미도에서 가좌차고지(북항)으로 노선을 변경하였다.
- 2009년 2월 25일: 721번 시내버스(동수역-남동중학교)노선, 722번 시내버스(가좌차고지-갈산역)노선을 신설개통하였다.
- 2010년 2월 12일: 삼환교통의 62-1번 시내버스 노선을 차량양도양수 없이 노선을 인수하여 노선번호를 29번으로 변경하여 운행하였다.
- 2011년 12월 10일: 722번 시내버스가 721번 시내버스와 통합하여 통합 721번(가좌차고지-부평역-남동중학교)노선을 재개통하였다.
- 2012년 3월 31일: 서구 가좌동 173-184에 가좌지점 설치.
- 2012년 6월 11일: 가좌지점 폐지.
- 2015년 10월 12일 ~ 2016년 2월 21일: 파행운행으로 면허가 취소된 인천여객의 4번 시내버스를 공동배차 운행하였다.
- 2016년 7월 30일: 인천시내버스 전면개편으로 28번과 28-1번 노선이 변경되었고, 29번 시내버스 노선을 폐선하였다.
- 2016년 9월 21일: 서울특별시 양천구 면허의 시내버스 회사인 오케이버스로부터 부일운수(현 세운교통)을 인수받아 계열사로 편입하였다.
- 2017년 7월 22일: 시내버스 노선 재개편으로 15번 노선이 수현마을에서 서창버스차고지로 노선이 연장되었고, 721번 노선이 남동중학교에서 서창3차 현대아파트로 노선이 연장되었다.
- 2018년 6월 17일: 전국 최초로 에디슨모터스의 고상형버스 모델인 스마트 11을 출고 운행 하였다.
- 2018년 10월 27일: 721번 시내버스 노선이 서창 현대3차아파트에서 남동중학교로 노선이 변경되었고 반환점인 경신마을 - 남동초등학교 정류장이 추가되었다.
- 2019년 4월 12일: 인천광역시 시내버스 최초로 친환경 전기버스 1호로 선정 721번 버스노선에 10대가 전기저상버스로 운행한다.
- 2020년 10월 27일: 28번 시내버스 노선변경과 28-1번 시내버스 노선변경.
- 2020년 12월 31일: 인천시내버스 노선대개편으로 28번 시내버스 노선과 28-1번 시내버스 노선부분변경 운행과 인천e음 45번 신설개통 운행과 한정면허 노선인 721번 노선은 폐선.
- 2022년 3월 26일: 28-1번 시내버스의 굴곡구간을 개선하여 직선화로 변경하였고, 대신 29번[1]이 신설개통하였다.
- 2022년: 사모펀드 '차파트너스'에 피인수됐다.

## 운행 노선

### 간선버스
| 운행노선 | 운행구간        | 운행구간 | 운행구간       | 배차간격 (분) | 인가 대수 | 비고                                      |
| -------- | --------------- | -------- | -------------- | ------------- | --------- | ----------------------------------------- |
| 15번     | 가좌동 시영운수 | ↔        | 서창차고지     | 8 - 10        | 25        | 경향여객으로부터 양도받음                 |
| 28-1번   | 가좌동 시영운수 | ↔        | 미추홀구청     | 14 - 16       | 15        |                                           |
| 29번     | 가좌동 시영운수 | ↔        | 석남역 5번출구 | 17 - 23       | 6         | 2016년 7월 30일 폐선된 29번과는 관련 없음 |

## 과거 운행 노선

### 지선버스
- ● 506번: 만석주공 - 만석부두 - 동인천역 - 무궁화주유소 (삼성여객에게 양도되었다.)
- ● 740번: 성심슈퍼(소암마을) ~ 동춘역 (부평버스에게 양도되었다.)

### 인천이음버스
- ● 인천e음45번: 송도역 - 남촌농산물도매시장
- ● 인천e음84번: 청라국제도서관 - 청라국제도시역 (태양여객과 공동 운행)

### 간선버스
- ● 29번: 가좌동 시영운수 - 가좌공단 - 한양화학 - 가좌환경사업소 - 사원아파트입구 - 현대제철 - 동국제강 - 동부아파트 - 솔빛마을 - 송현시장 - 화평철교 - 동인천역 - 배다리삼거리 - 송림5거리 - 동산중학교(동산고등학교) - 동산교회 - 도화동 신협 - 인화여자고등학교 - 제물포역 - 상수도사업본부(스마트타운) - 도화5거리 - 대화초등학교 - 삼덕아파트 - 신태양아파트 - 태화아파트 - 주안북초등학교 - 주안역 북부(공단시장) - 6공단 입구 - 공단치안센터 - 한국폴리텍2대학 남인천캠퍼스 - LS산전 - 한미반도체 - 공단본부 - 귀뚜라미보일러 - 린나이코리아 - 수출산업단지 6공단 입구 - 십정시장 입구 - 종근당 - 동암4거리 - 간석오거리역 - 교원공제조합 - 간석시장 - 상인천중학교 - KT만수지점 - 만수소방서 - 만수5동 주민센터 - 만수주공아파트 정문 - 만수주공4단지 - 조동초등학교 - 만수북중학교 - 숭덕여자중학교(숭덕여자고등학교)(반환시: 만수종합시장 - 만수주공아파트 후문)

(2016년 7월 30일 폐선.)
- ● 721번: 가좌동 시영운수 - 가좌공단 - 한양화학 - 서인천자동차검사소 - 삼영물류 - 해수워터피아 - 경인양행 - 경남아너스빌아파트 - 우림필유아파트 - 금호어울림아파트 - 청라컨벤션웨딩홀뷔페 - 석남아파트 - 롯데우람아파트 - 석남초등학교 - 서인천농협 - 가정고등학교 - 서구문화회관 - 그린빌라 - 가정3동 성당 - 한신빌리지 - 청천농장 - 신영자동차공업사 - 인향아파트 - 청천초등학교 후문 - 아이즈빌 아울렛(CGV부평) - 광명아파트 - 공단오거리 - 청천천공영주차장 - 우림라이온스벨리 - 갈산역 - KEPCO 인천지역본부 - 대동아파트 - 굴포천 - 북구도서관 - 부평 삼성래미안아파트 - 부평중학교 - 부평구보건소 - 부평시장 입구 - 부평시장 - 부평역 - 굴다리오거리 - 동수치안센터 - 부평역(남부) - 부평남초등학교 - 부일여자중학교 - 새마을금고 - 인천성모병원후문 - 인천성모병원 정문 - 화성파크드림아파트 - 만월산터널 통과 - 벽산,이삭아파트 - 태화,두진아파트 - 만수3동 주민센터 - 만수소방서 - 만수주공후문 - 만수종합시장 - 숭덕여자중학교(숭덕여자고등학교) - 만수북중학교 - 조동초등학교 - 엘지슈퍼 - 만수주공4단지 - 만수주공정문 - 인수초등학교 - 건설기술교육원 - 삼환아파트 - 만수초등학교 - 남동구청역 - 한국건설생활환경시험연구원 - 만수6동주민센터 입구 - 삼익,광명아파트 - 남동중학교(반환점: 남동아시아드럭비경기장 - 경신마을 - 남동초등학교 - 담방로사거리)

(2009년 2월 25일 ~ 2020년 12월 31일까지 운행, 이후 한정면허 종료로 폐선)
- ● 722번: 가좌동 시영운수 - 한양화학 - 서인천자동차검사소 - 바로크가구 - 해수워터피아 - 석남녹지공원 - 경남아너스빌아파트 - 금호어울림아파트 - 청라컨벤션웨딩홀뷔페 - 석남아파트 - 롯데우람아파트 - 석남초등학교 - 서인천농협 철마지소 - 가정고등학교 - 서구문화회관 - 그린빌라 - 가정3동 성당 - 한신빌리지아파트 - 청천농장 - 신영자동차공업사 - 인향아파트 - 청천초등학교 후문 - 아이즈빌 아울렛 - 광명아파트 - 공단5거리 - 우림라이온스벨리 - 갈산역(반환점: 이마트 갈산점 - 대동아파트 - 한국GM)

(2009년 2월 25일 ~ 2011년 12월 9일까지 운행, 이후 721번과 통합.)\
- ● 28번: 가좌동 시영운수 - 대동아파트

## 보유 차량
- 스마트 110
- 화이버드
- E-화이버드
- 일렉시티

## 갤러리

폐선 직전 당시 인천시내버스 721번
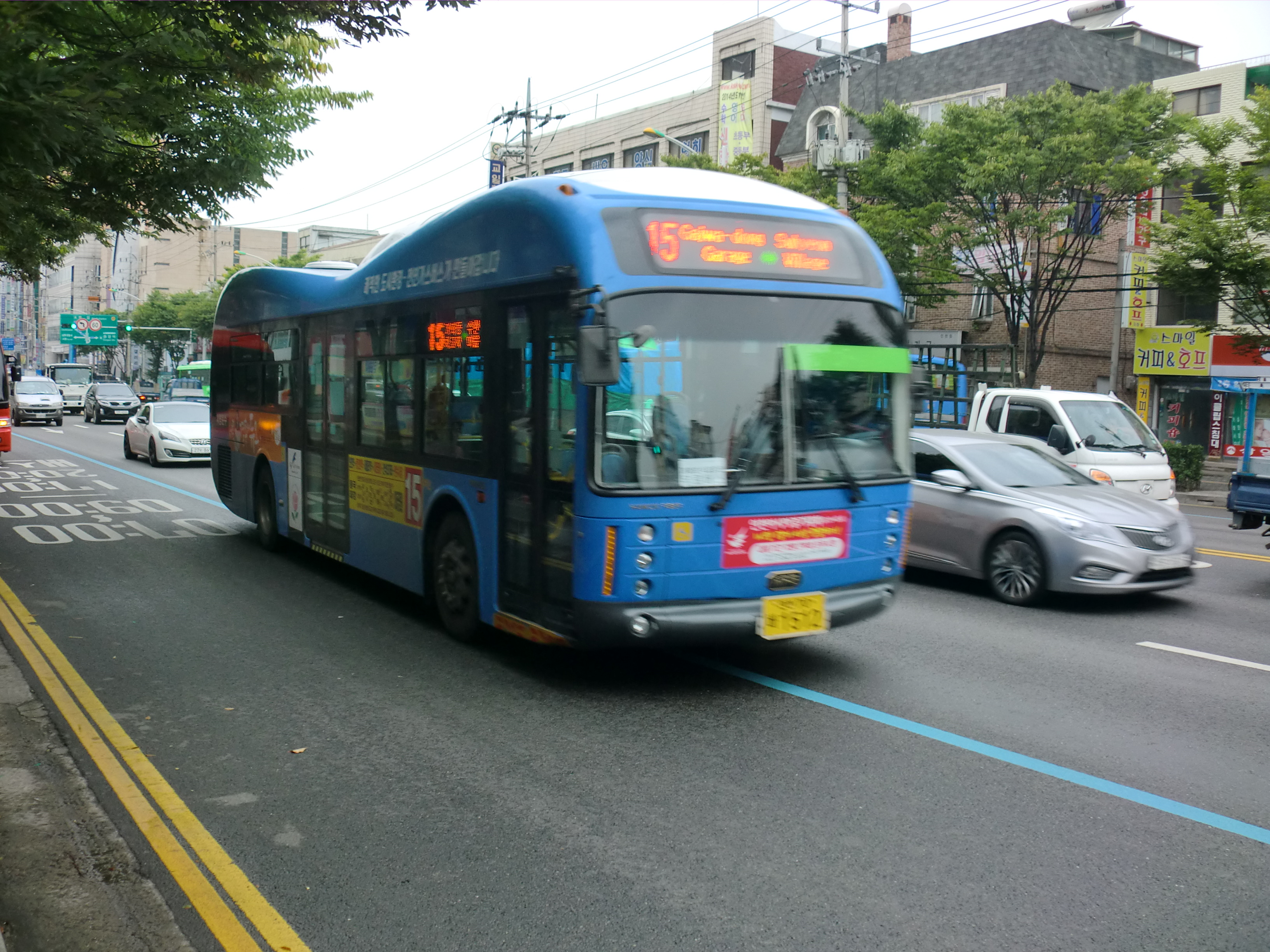
인천시내버스 15번

## 같이 보기
- 세운교통
- 세원교통